# Остін (Пенсільванія)
Остін (англ. Austin) — місто (англ. borough) в США, в окрузі Поттер штату Пенсільванія. Населення — 482 особи (2020).

## Географія
Остін розташований за координатами 41°38′14″ пн. ш. 78°5′25″ зх. д. / 41.63722° пн. ш. 78.09028° зх. д. (41.637306, -78.090335).  За даними Бюро перепису населення США в 2010 році місто мало площу 10,47 км², уся площа — суходіл.

## Демографія
Згідно з переписом 2010 року, у селищі мешкали 562 особи в 231 домогосподарстві у складі 157 родин. Густота населення становила 54 особи/км².  Було 277 помешкань (26/км²).
Расовий склад населення:
| - 100,0 % — білих |

До двох чи більше рас належало 0,0 %. Частка іспаномовних становила 0,0 % від усіх жителів.
За віковим діапазоном населення розподілялося таким чином: 25,8 % — особи молодші 18 років, 59,8 % — особи у віці 18—64 років, 14,4 % — особи у віці 65 років та старші. Медіана віку мешканця становила 38,8 року. На 100 осіб жіночої статі у селищі припадало 105,9 чоловіків;  на 100 жінок у віці від 18 років та старших — 94,9 чоловіків також старших 18 років.
Середній дохід на одне домашнє господарство  становив 58 273 долари США (медіана — 45 833), а середній дохід на одну сім'ю — 68 884 долари (медіана — 62 000). Медіана доходів становила 48 500 доларів для чоловіків та 36 250 доларів для жінок. За межею бідності перебувало 12,2 % осіб, у тому числі 14,7 % дітей у віці до 18 років та 16,7 % осіб у віці 65 років та старших.
Цивільне працевлаштоване населення становило 246 осіб. Основні галузі зайнятості: виробництво — 39,4 %, освіта, охорона здоров'я та соціальна допомога — 21,1 %, транспорт — 6,9 %, інформація — 5,7 %.